# Ampliación Yatepec
Ampliación Yatepec är en ort i Mexiko.   Den ligger i kommunen Texistepec och delstaten Veracruz, i den sydöstra delen av landet, 500 km öster om huvudstaden Mexico City. Ampliación Yatepec ligger 24 meter över havet och antalet invånare är 138.
Terrängen runt Ampliación Yatepec är platt. Runt Ampliación Yatepec är det ganska glesbefolkat, med 29 invånare per kvadratkilometer. Närmaste större samhälle är Licenciado Gabriel Ramos Millán, 0,74 km sydväst om Ampliación Yatepec. Trakten runt Ampliación Yatepec består till största delen av jordbruksmark.